# Nadja (film)
Nadja è un film del 1994 diretto da Michael Almereyda. Il film è un rifacimento in chiave lesbo de La figlia di Dracula (1936).

## Trama
Mina Murray, ribattezzata Mina Van Helsing, vive negli Stati Uniti ed è figlia del professor Abraham Van Helsing, vampirologo, ritenuto un pazzo omicida, e arrestato per l'omicidio del Conte Nicolae Vlad Tepes Ceausescu Dracula. Jonathan Harker, suo incredulo e scettico genero, è un boxeur dilettante poco interessato ai deliri del suocero, ma seriamente preoccupato per lo stato d'animo della moglie. Van Helsing, grazie ai suoi studi, scopre che Dracula ha due figli, uno dei quali, rinsavito e deciso a compiere una vita normale, vive nella loro stessa città. È proprio lui ad aiutarli nella lotta contro la sorella Nadja Dracula, la quale è colpevole del malessere di Mina.

## Colonna sonora
Sono presenti brani dei Portishead.

## Curiosità
Il regista David Lynch appare in un cameo nelle vesti di impiegato dell'obitorio.